# ألفرد وينسلو جونز
ألفرد وينسلو جونز (بالإنجليزية: Alfred Winslow Jones)‏ هو صحفي أمريكي وأسترالي، ولد في 9 سبتمبر 1900 في ملبورن في أستراليا، وتوفي في 2 يونيو 1989 في Redding, Connecticut ‏ في الولايات المتحدة.